# H2O (grup musical)
H2O és un grup estatunidenc de hardcore punk format a la ciutat de Nova York el 1994.

## Història
Mentre feia de pipa de Sick of It All, Toby Morse cantava de vegades amb amb el grup en els bisos. A finals de 1994, Morse va decidir forma el seu propi grup, H2O, al barri de Lower East Side amb Rusty Pistachio, Eric Rice, i el seu germà Todd Morse i Todd Friend, ambdós antics membres d'Outcrowd, amb qui havien publicat els àlbums New Music Solution (1988), Weathered (1992) i Healer (1994). H2O va estar de gira durant la major part del 1995 i el 1996, telonejant pràcticament tots els grups de hardcore que van tocar a la Costa Est, com Rancid, Quicksand, Sick of It All, CIV o No Doubt.
El gener de 1996 H2O va gravar el seu àlbum homònim als Brielle Studios-NYC, publicant-lo al maig del mateix any. Aquell estiu el grup va fer una gira amb Shelter i Murphy's Law. A l'octubre H2O va actuar al CBGB i va gravar el videoclip de «Family Tree». També va girar amb Social Distortion.
El juny de 1997 H2O va gravar Thicker Than Water, seguit d'una gira internacional. El 1997 va telonejar Misfits, Pennywise, Sick of It All, CIV i The Mighty Mighty Bosstones i, després, va actuar al Warped Tour de les edicions de 1998 i 1999 (compartint autobús amb 7 Seconds).
El maig de 1999, H2O va publicar FTTW i va enregistrar el videoclip d'«One Life One Chance». Aquell any i el següent va anar de gira amb NOFX, The Bouncing Souls, 7 Seconds i Saves the Day. L'estiu del 2000 H2O va gravar una versió de la cançó d'Ice Cube «It Was a Good Day».
Go es va publicar el maig de 2001 i va ser produït per Matt Wallace. Després H2O va participar al Warped Tour amb Blink-182, Good Charlotte, New Found Glory i Face to Face i va fer una gira completa pel Canadà. El 2002 va gravar i publicar l'EP All We Want, compost de tres cançons noves i dos temes en directe. També va tocar al Japó, Europa i als Estats Units amb Sum 41 i Box Car Racer.

El 2005 H2O va fer una gira europea amb Madball i als Estats Units amb The Used, Pennywise i Dropkick Murphys. El 2006 va tocar a Sud-amèrica (Brasil, Argentina, Xile i Colòmbia) per primera vegada, mentre componia les cançons que es convertirien en Nothing to Prove. H2O va tornar a l'estudi el gener de 2008 per a començar a treballar en el seu cinquè àlbum d'estudi del qual ja havia publicat algunes cançons a MySpace. Nothing to Prove es va publicar el 2008 amb Bridge 9 Records, el seu primer àlbum de material nou en set anys.

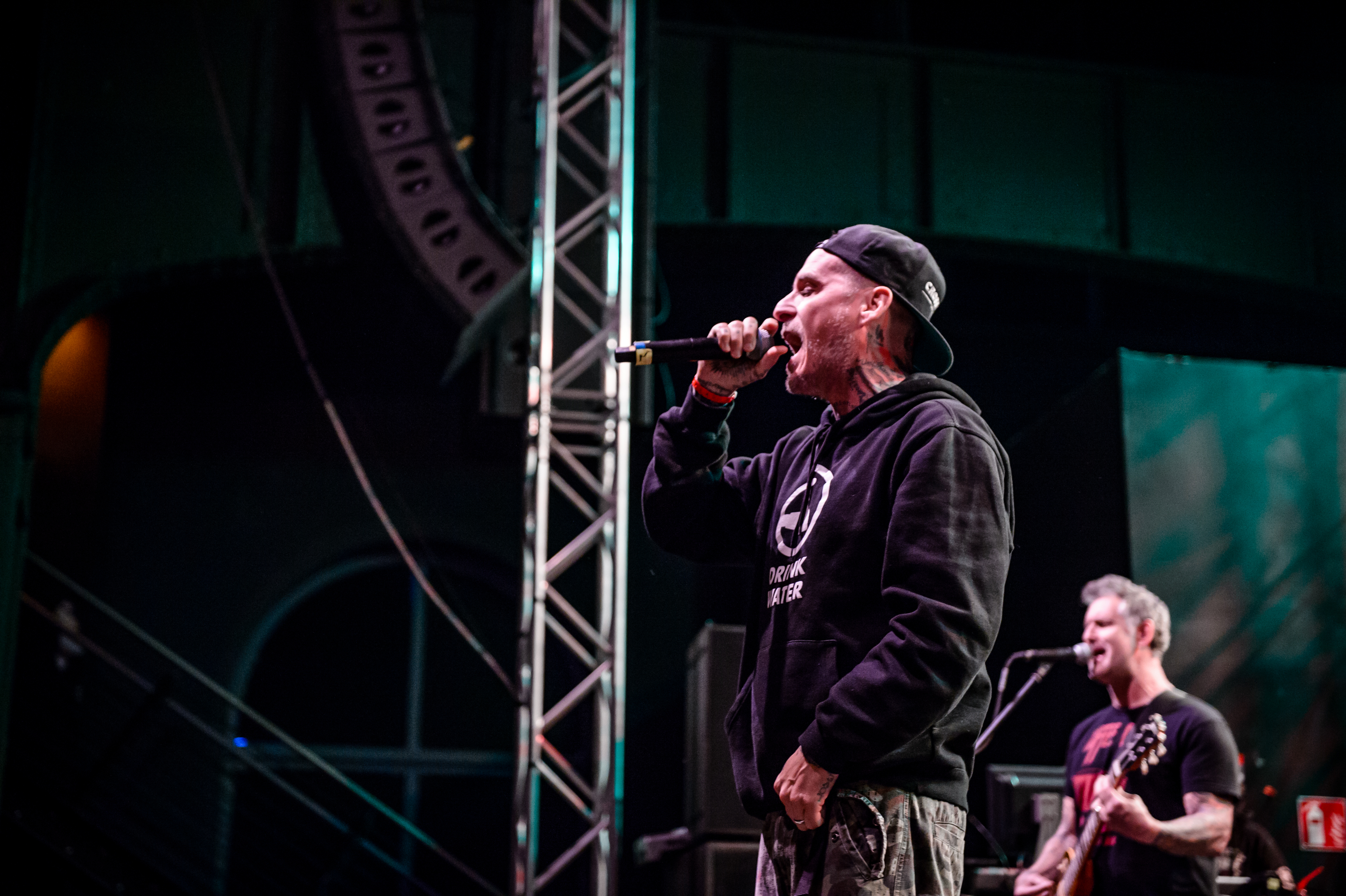
H_{2}O actuant el 2017

El 15 de novembre de 2011 H2O va publicar Don't Forget Your Roots, un CD d'homenatge de 15 cançons d'algunes de les seves bandes preferides. El març de 2015 H2O va començar a gravar l'àlbum Use Your Voice, publicat a través de Bridge Nine Records el 9 d'octubre del mateix any. El gener de 2016 es va embarcar en una gira europea amb Ignite, Terror, Iron Reagan, Twitching Tongues, Wisdom in Chains i Risk It!.

## Discografia
Àlbums
- H2O (1996)[8]
- Thicker Than Water (1997)
- F.T.T.W. (1999)
- Go (2001)
- Nothing to Prove (2008)
- Don't Forget Your Roots (2011)
- Use Your Voice (2015)

EP
- This Is the East Coast...! Not LA! (compartit amb Dropkick Murphys) (2000)
- Live EP (H2O) (2000)
- All We Want (2002)
- California (2011)
- New York City (2011)
- Washington D.C. (2011)